# Louis-Alexandre Olivier de Corancez
Louis-Alexandre Olivier de Corancez (* 23. September 1770 in Paris; † 2. Juli 1832 in Asnières) war ein französischer Orientalist und Teilnehmer der Ägyptischen Expedition des Napoleon Bonaparte. Er war Sohn des Rechtsanwalts und Schriftstellers Guillaume Olivier de Corancez. Corancez wurde 1799 Mitglied des ein Jahr zuvor von den Franzosen gegründeten Institut d’Égypte. Von 1802 bis 1808 diente er als französischer Konsul im syrischen Aleppo, damals Hauptstadt einer osmanischen Verwaltungsprovinz.
Corancez sammelte unter anderem Berichte über die Expansion der Wahhabiten auf der Arabischen Halbinsel und die Angriffe der Anhänger des Abdul-Aziz bin Muhammad Ibn Saud auf die Heiligen Stätten der Schiiten Nadschaf und Kerbela 1802. Nach seiner Rückkehr nach Frankreich publizierte Corancez seine Berichte und gesammelten Dokumente anonym unter dem Titel „Histoire des Wahabis depuis leur origine jusqu’à la fin de 1809“. Als Autor verwendete er lediglich die Initialen seines Vornamens „L.A.“.
Das Werk war einer der ersten Versuche europäischer Orientalisten, die damals in Europa völlig unbekannte wahhabitische Bewegung innerhalb der muslimischen Welt zu analysieren. Darin attestierte Corancez den Wahhabiten bereits, dass sie „entschlossen zu sein scheinen, in der Weltgeschichte noch eine große Rolle zu spielen“.